# 恩納村

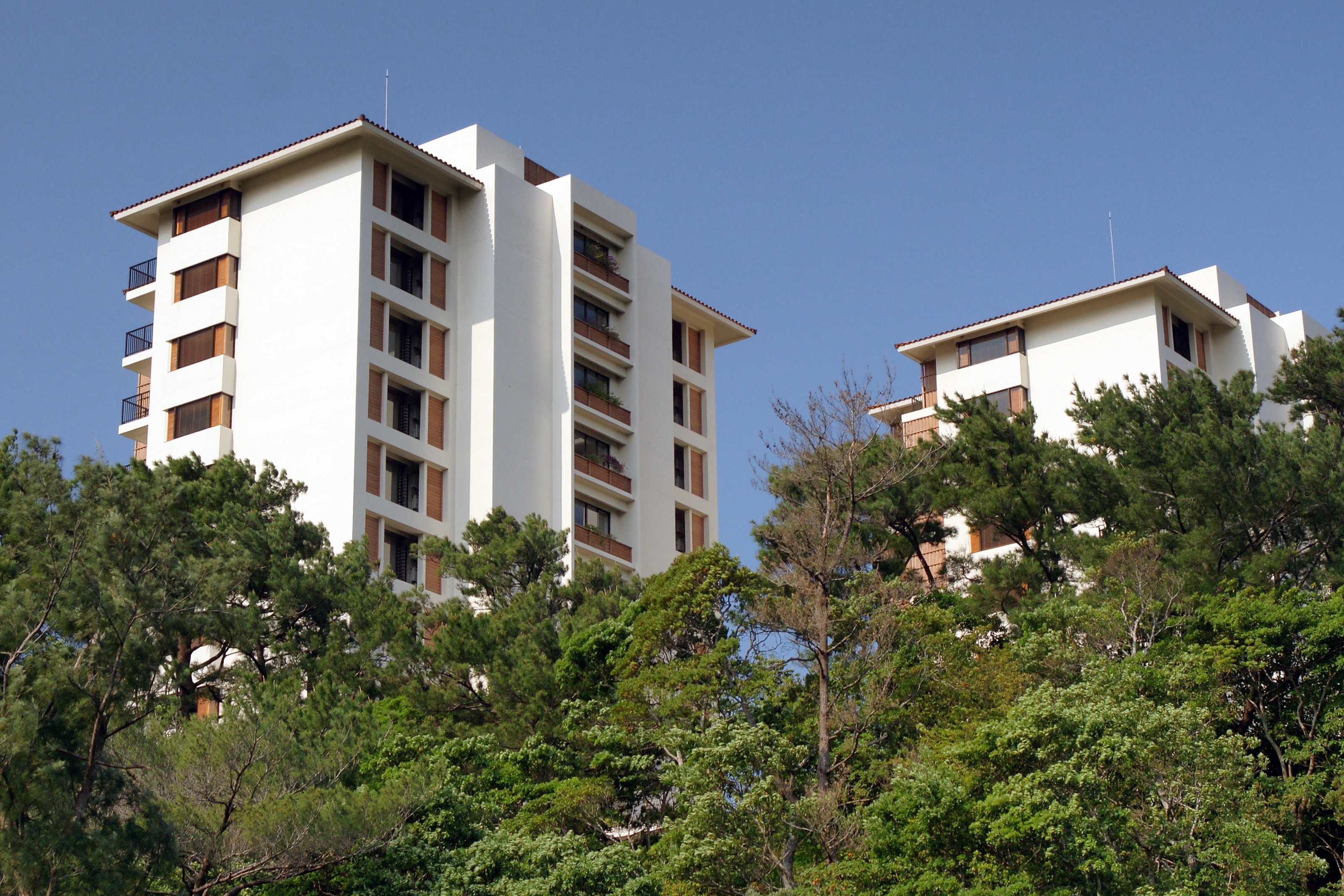
ジ・アッタテラス

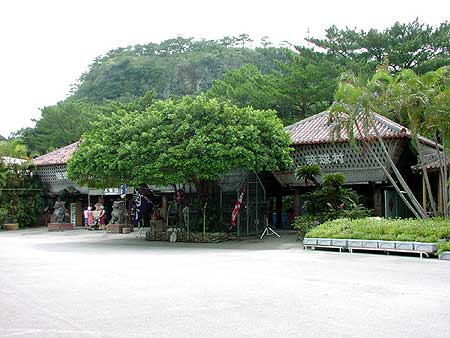
琉球村

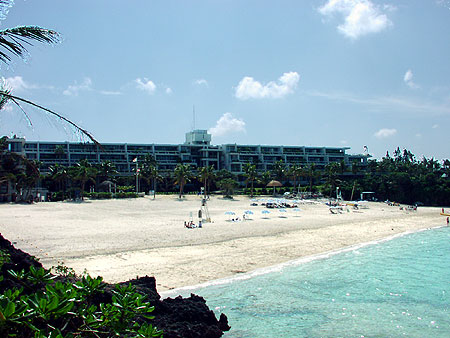
ムーンビーチ

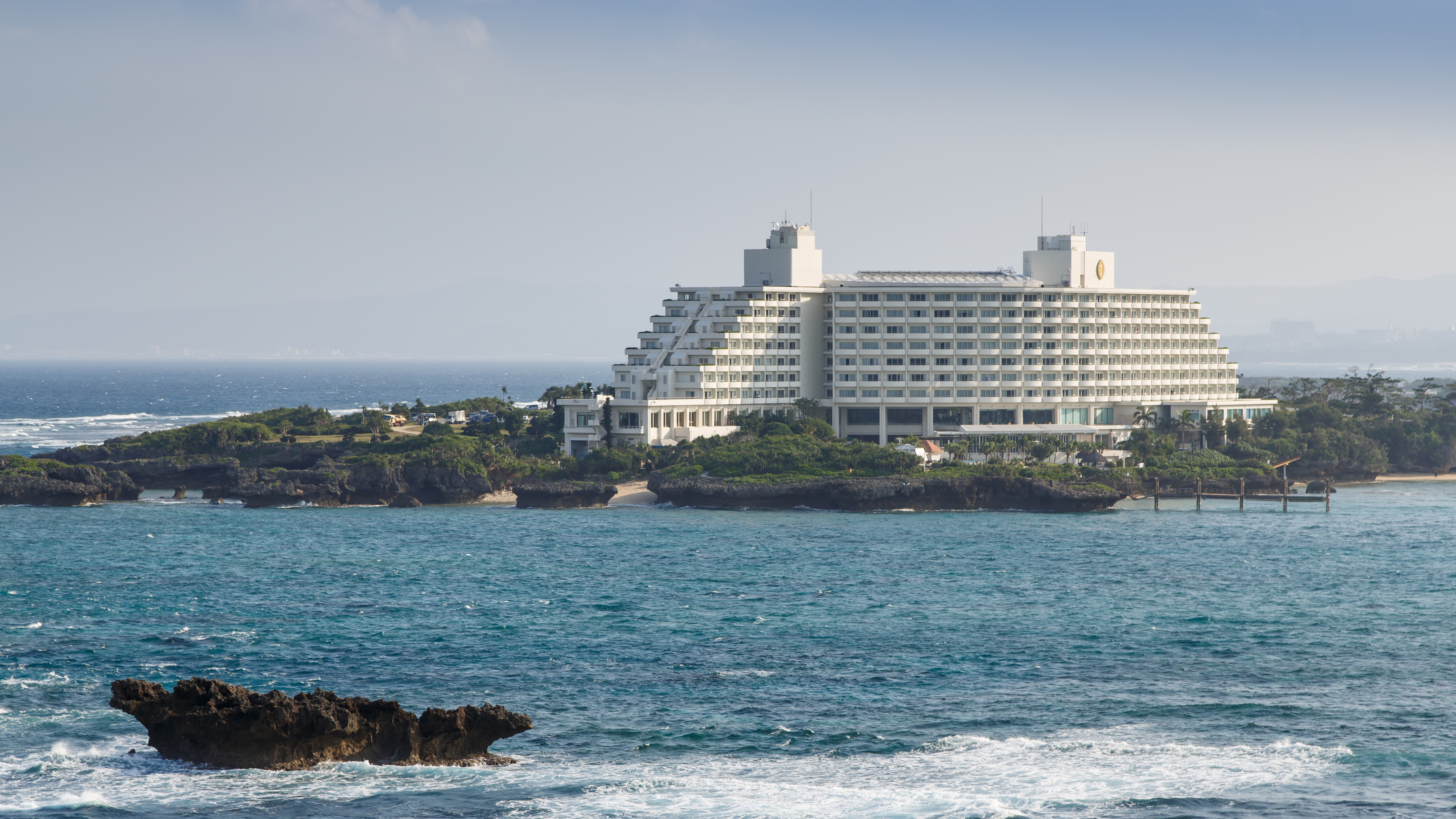
ANAインターコンチネンタル万座ビーチリゾート

恩納村（おんなそん；沖縄語：うんな）は、沖縄本島中央部の西海岸にある村。那覇市の北約50kmに位置する。

## 概要
日本屈指のリゾート地であり、東シナ海の海岸に沿って走る国道58号沿いには多くの大型リゾートホテルが立ち並ぶ。アメリカ合衆国のビル・クリントン大統領（当時）やロシアのプーチン大統領などの世界の首脳も、2000年の九州・沖縄サミットの際には当村のホテルに滞在した。
恩納村漁業協同組合により1989年からサンゴ移植活動、1998年からの養殖植え付けが行なわれ、恩納村コープサンゴの森連絡会やチーム美らサンゴなど、サンゴの保全再生活動が活発になり、サンゴ礁は漁業や観光業の重要な資源であり恩納村の大切な宝として、自然環境に優しい地域づくりを目指し2018年7月21日「サンゴの村」を宣言。
2016年現在、恩納村の総面積50.83 km2のうち約3割（5,080 ha：29.4%）を米軍基地が占めている。

## 地理
沖縄本島の西海岸に位置し、南北約27.4km、東西約4.2kmの細長い地域である。山がちの地形で村面積のうち8割は山岳、3割は軍用地である。各所に小河川があり、その河口域に集落がある。河口には小規模なマングローブが見られることもある。水が豊富であるため、古くから稲作や藺草の栽培も行われた。またこの地域は首里や那覇から見た場合、山原（やんばる）では最も近い所に位置するため、「近山原」とも呼ばれていた。
村内では恩納岳がもっとも目立つ山である。山林はおもにリュウキュウマツなどからなる二次林に被われる。恩納岳にはかつては保存のよい照葉樹林もあり、ヤンバルクイナも生息していたと考えられるが、現在では米海兵隊の実弾演習場 (キャンプ・ハンセン) となり、立ち入ることができない。リュウキュウマツやススキのブッシュが大部分である。

### 主な丘陵
- 恩納岳（362.8 m）
- 大綾岳（234.2 m）
- 石川岳（204 m）
- 読谷岳（201 m）

### 字一覧
元は村制前の11村を引き継いだ10字を置いていたが、のちに1字新設され、現在は11字を数える。
また、住所表記上の字につかわれていない行政区が4か所あるので、それも合わせて提示する。
- 名嘉真（なかま）
- 安富祖（あふそ）
- 瀬良垣（せらがき）
  - 太田（おおた）
- 恩納（おんな）
  - 南恩納（みなみおんな）
- 谷茶（たんちゃ）
- 冨着（ふちゃく）
- 前兼久（まえがねく）
- 仲泊（なかどまり）
- 山田（やまだ）
- 真栄田（まえだ）
  - 塩屋（しおや）
  - 宇加地（うかじ）
- 喜瀬武原（きせんばる） － 1948年、安富祖より独立。

### 隣接している自治体
- 名護市（1970年7月まで名護町）
- 沖縄市（1956年まで越来村、その後1974年3月までコザ市）
- うるま市（戦前は美里村、戦後～2005年3月は石川市）
- 金武町（1980年3月まで金武村）
- 国頭郡宜野座村（戦前まで金武村）
- 中頭郡読谷村（戦前まで読谷山村）

### 人口
| |                                        |  |
| 恩納村と全国の年齢別人口分布（2005年） | 恩納村の年齢・男女別人口分布（2005年） |  |
| ■紫色 ― 恩納村 ■緑色 ― 日本全国 | ■青色 ― 男性 ■赤色 ― 女性              |  |
| 恩納村（に相当する地域）の人口の推移 \| 1970年（昭和45年） \| 7,433人 \| \| \| 1975年（昭和50年） \| 8,266人 \| \| \| 1980年（昭和55年） \| 8,013人 \| \| \| 1985年（昭和60年） \| 8,268人 \| \| \| 1990年（平成2年） \| 8,486人 \| \| \| 1995年（平成7年） \| 8,685人 \| \| \| 2000年（平成12年） \| 9,064人 \| \| \| 2005年（平成17年） \| 9,635人 \| \| \| 2010年（平成22年） \| 10,144人 \| \| \| 2015年（平成27年） \| 10,652人 \| \| \| 2020年（令和2年） \| 10,869人 \| \| |                                        |  |
| 総務省統計局 国勢調査より |                                        |  |
| 1970年（昭和45年） | 7,433人                                |  |
| 1975年（昭和50年） | 8,266人                                |  |
| 1980年（昭和55年） | 8,013人                                |  |
| 1985年（昭和60年） | 8,268人                                |  |
| 1990年（平成2年） | 8,486人                                |  |
| 1995年（平成7年） | 8,685人                                |  |
| 2000年（平成12年） | 9,064人                                |  |
| 2005年（平成17年） | 9,635人                                |  |
| 2010年（平成22年） | 10,144人                               |  |
| 2015年（平成27年） | 10,652人                               |  |
| 2020年（令和2年） | 10,869人                               |  |

## 歴史
1673年に金武間切と読谷山間切からそれぞれ分離され、12の村をもって恩納間切となり、1908年に恩納村となる。1975年の海洋博覧会開催を境に道路整備が進み、その後現在のようにリゾート地へと発展した。
ただし、内陸部の大部分は米軍基地であり、林野の中を金網が走っていて、その内部は立ち入り禁止となっている。恩納岳周辺は実弾演習場である。

## 文化
言語では沖縄北部方言と沖縄中南部方言との境界は、沖縄本島西海岸では恩納村恩納と谷茶の間にあるといわれている（東海岸では金武町とうるま市（旧石川市）の間にあるとされる）。

## 姉妹都市・友好都市
- 美波町（徳島県海部郡）：1977年4月19日、旧：日和佐町と姉妹都市提携
- 石狩市（北海道）：2013年（平成25年）10月21日友好都市提携調印。ともに国民体育大会のソフトボール競技開催地となって以来の交流による。
- 吉備中央町（岡山県加賀郡）：1998年10月31日友好交流縁組（旧・御津郡加茂川町）友好交流縁組
- 川上村（長野県）：2017年（平成29年）2月3日友好都市提携と災害時の相互応援協定

## 行政
村長：長浜善巳（仲泊、2015年就任、2期目）

### 歴代村長
特記なき場合『Ｈ２９年度版 統計おんな』による。
| 代                     | 氏名       | 就任             | 退任             | 備考       |
| 恩納間切長             | 恩納間切長 | 恩納間切長       | 恩納間切長       | 恩納間切長 |
| ---------------------- | ---------- | ---------------- | ---------------- | ---------- |
|                        | 不詳       |                  |                  |            |
| 恩納村長（官選）       |            |                  |                  |            |
| 初                     | 當山正禄   | 明治41年4月1日   | 明治41年12月12日 |            |
| 2                      | 金城幸成   | 明治42年         | 大正6月6年6月    |            |
| 3                      | 當山正順   | 大正6年6月       | 大正15年9月      |            |
| 4-7                    | 長嶺安心   | 大正15年9月      | 大正12年6月      |            |
| 8                      | 当山正堅   | 昭和16年6月      | 昭和16年1月28日  |            |
| 恩納村長（米軍統治下） |            |                  |                  |            |
| 9                      | 津嘉山朝信 | 昭和21年4月4日   | 昭和23年3月1日   |            |
| 10                     | 伊波得成   | 昭和23年3月1日   | 昭和25年9月2日   |            |
| 11-12                  | 津嘉山朝信 | 昭和25年9月3日   | 昭和33年2月23日  |            |
| 13                     | 伊波得成   | 昭和33年4月28日  | 昭和35年6月30日  |            |
| 14                     | 島袋順助   | 昭和35年10月10日 | 昭和39年10月8日  |            |
| 15-16                  | 当山幸徳   | 昭和39年10月9日  | 昭和47年10月8日  |            |
| 恩納村長（公選）       |            |                  |                  |            |
| 17-19                  | 大城保晴   | 昭和47年10月9日  | 昭和59年10月8日  |            |
| 20-23                  | 比嘉茂政   | 昭和59年10月9日  | 平成10年12月14日 |            |
| 24                     | 大城英喜   | 平成11年1月24日  | 平成15年1月23日  |            |
| 25-27                  | 志喜屋文康 | 平成15年1月24日  | 平成27年1月23日  |            |
| 28-                    | 長浜善巳   | 平成27年1月24日  | 現職             |            |

### 行政区
- 名嘉真
- 安富祖
- 喜瀬武原
- 瀬良垣
- 太田
- 恩納
- 南恩納
- 谷茶
- 冨着
- 前兼久
- 仲泊
- 山田
- 真栄田
- 塩屋
- 宇加地

## 官公署・公的機関

### 自衛隊
- 航空自衛隊恩納分屯基地

### 独立行政法人
- 宇宙航空研究開発機構沖縄宇宙通信所
- 情報通信研究機構沖縄電磁波技術センター

### 警察
石川警察署
- 恩納交番
- 仲泊駐在所
- 名嘉真駐在所

### 消防
金武地区消防衛生組合消防本部
- 恩納分遣所

### 郵便
郵便局
- 恩納郵便局
- 仲泊郵便局

### 医療
ランデブーポイント 9箇所
※民間救急ヘリコプターMESH のヘリポートとして使用

### 教育
- 沖縄科学技術大学院大学

小中学校
- 恩納村立安富祖小学校
- 恩納村立喜瀬武原小学校
- 恩納村立恩納小学校
- 恩納村立山田小学校
- 恩納村立仲泊小学校
- 恩納村立うんな中学校

図書館
- 恩納村文化情報センター

## 米軍基地

### 現在の米軍基地
恩納村の総面積で米軍基地が占める割合は、約3割 (29.4%) で、県内市町村別で米軍基地面積の占める多さでは10位となる。
| 米軍基地           | 総面積 [ha] | 恩納村内 [ha] | 備考 |
| ------------------ | ----------- | ------------- | ---- |
| キャンプ・ハンセン | 5,118.2     | 1,566.7       |      |
| 嘉手納弾薬庫地区   | 2,658.5     | 250.9         |      |

### 返還された米軍基地
1972年以前はナイキ・ハーキュリーズやメースBなど核弾頭を装備した米軍ミサイル基地の拠点の一つであり、現在は創価学会の施設である沖縄研修道場に付属する平和記念館として一般公開されている。

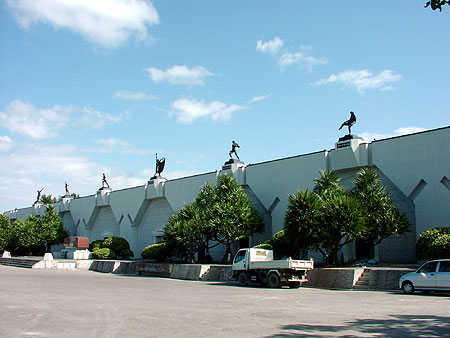
2010年現在のミサイル発射台跡（世界平和の碑及び沖縄池田平和記念館附属展示室）

- 1964 (昭和39)年7月15日 ナイキ・ハーキュリーズ施設 → 創価学会沖縄研修道場
- 1964 (昭和39)年7月15日 メースB施設 → 創価学会沖縄研修道場
- 1972 (昭和47)年4月18日 嘉手納第4サイト → 創価学会沖縄研修道場
- 1973 (昭和48)年4月23日 知花サイト → 陸上自衛隊那覇基地白川高射教育訓練場へ
- 1975 (昭和50)年6月30日 恩納サイト → 航空自衛隊那覇基地恩納高射教育訓練場へ
- 1977 (昭和52)年6月30日 VOA受信所 (恩納万座毛の受信所)
- 1995 (平成7)年11月30日 恩納通信所 → 跡地利用計画中

移管後の自衛隊基地
知花と恩納のミサイルサイトはどちらも自衛隊に移管されている。
| 自衛隊基地           | 移管前     | 総面積 [ha] | 恩納村内 [ha] | 備考            |
| -------------------- | ---------- | ----------- | ------------- | --------------- |
| 白川分屯基地（山田） | 知花サイト | 15.7        | 3.8           | 沖縄市: 11.9 ha |
| 恩納分屯基地（谷茶） | 恩納サイト | 26.3        | 24.7          | 金武町: 1.6 ha  |

## 交通
那覇から沖縄自動車道を利用して、一時間程度の距離に位置する。

### 路線バス
村内を通る一般路線バスは20番・48番・120番の3路線。20番・120番は主に国道58号を経由し那覇市と名護市を結ぶ路線で、20番は那覇バスターミナル発着、120番は那覇空港発着（那覇バスターミナル経由）で恩納村内は両路線とも同一経路である。48番は県道6号を経由し読谷村とうるま市石川地区を結ぶ路線。沖縄エアポートシャトルは那覇市と恩納村の間で沖縄自動車道を経由する。
※BT=バスターミナル
| 番号                   | 路線名                 | 運行会社               | 起点     | 終点               | 市町村                                                                    | 恩納村内の主な経由地               |
| ---------------------- | ---------------------- | ---------------------- | -------- | ------------------ | ------------------------------------------------------------------------- | ---------------------------------- |
| 20                     | 名護西線               | 琉球バス交通 沖縄バス  | 那覇BT   | 名護BT             | 那覇市 - 浦添市 - 宜野湾市 - 北谷町 - 嘉手納町 - 読谷村 - 恩納村 - 名護市 | 琉球村、久良波、仲泊、恩納村役場前 |
| 120                    | 名護西空港線           | 琉球バス交通 沖縄バス  | 那覇空港 | 名護BT             | 那覇市 - 浦添市 - 宜野湾市 - 北谷町 - 嘉手納町 - 読谷村 - 恩納村 - 名護市 | 琉球村、久良波、仲泊、恩納村役場前 |
| 48                     | 石川〜読谷線           | 沖縄バス               | 読谷BT   | 東山入口           | 読谷村 - 恩納村 - うるま市                                                | 真栄田、久良波、仲泊               |
| 沖縄エアポートシャトル | 沖縄エアポートシャトル | 沖縄エアポートシャトル | 那覇空港 | 備瀬フクギ並木入口 | 那覇市 - 恩納村 - 名護市 - 本部町                                         | ナビ―ビーチ前                      |

かつては県道104号を通り村内陸部の喜瀬武原を経由するバスも運行されていたが1995年に廃止された。
また上記のほかに、那覇空港・那覇バスターミナルと恩納村内の主要リゾートホテルを結ぶ沖縄バスの空港リムジンバスが運行されている。

### 道路
- 国道58号
  - 恩納バイパス、恩納南バイパス
- 沖縄県道73号石川仲泊線（主要地方道）
- 沖縄県道88号屋嘉恩納線（主要地方道）
- 沖縄県道6号
- 沖縄県道104号

## 名所・旧跡・観光スポット・祭事・催事

### 観光地
- 万座毛
  - 万座毛周辺活性化施設
- 琉球村（英語版）[11]
- 山田温泉
- 広部ガマ※レジャーダイビング不可（日本一の海底鍾乳洞）
- 青の洞窟
- JAXA沖縄宇宙通信所
- 創価学会沖縄研修道場 - メースBミサイル発射基地（嘉手納第4サイト）跡地。メースBミサイルの発射台が現存する[12]。

### ビーチ（海水浴場）
- ムーンビーチ
- 万座ビーチ
- 伊武部ビーチ（インブビーチ）
- 村営ビーチ　（ナビービーチ）
- みゆきビーチ
- 谷茶ビーチ
- 冨着ビーチ
- マリブビーチ
- タイガービーチ
- 瀬良垣ビーチ

## 出身有名人
- 新城正一（作曲家、牧師。故人）
- 恩納なべ（琉球王朝時代の歌人）
- 渡久地政信（作曲家）
- 佐久本嗣男（空手家）
- 山田優（モデル）[13]
- 徳元幸人（バレーボール選手）
- 石川愛理（元タレント）
- 我那覇せいら（歌手）
- 菅澤紀行（バスケットボール選手）